# 大久保端造
大久保 端造（おおくぼ たんぞう、1854年（安政元年5月10日） - 1916年（大正5年）6月25日）は、日本の弁護士・政治家。衆議院議員（1期）。

## 経歴
常陸国新治郡（のち茨城県新治郡安飾村→出島村→霞ヶ浦町、現・かすみがうら市）生まれ。法律学を学ぶ。戸長を経て、代言人となり、弁護士の業務に従事する。東京弁護士会副会長、東京市京橋区会議員を務めた。
1890年の第1回衆議院議員総選挙において茨城5区から自由党所属で立候補するが5票差で落選した。1892年の第2回衆議院議員総選挙では自由党から立候補したが次点で落選した。1894年3月の第3回衆議院議員総選挙では自由党から立候補して当選した。同年9月の第4回衆議院議員総選挙で落選。1898年3月の第5回衆議院議員総選挙では新自由党から立候補して落選した。衆議院議員は1期務めた。大正5年6月25日卒去。墓所は青山霊園1-イ-22にあるが、無縁状態となっている。